# Open woordklasse
Een open woordklasse is in de taalkunde een lexicale categorie waar nieuwe ingangen aan kunnen worden toegevoegd. Een woord dat tot een dergelijke categorie behoort is meestal ook een inhoudswoord.
In het Nederlands en veel andere talen zijn vooral het zelfstandig naamwoord en het werkwoord belangrijke open woordklassen, en in iets mindere mate het bijvoeglijk naamwoord. Aan de zelfstandig-naamwoordklasse zijn in het Nederlands aan het eind van de 20e eeuw onder meer de woorden Internet en e-mail toegevoegd, aan de werkwoordsklasse bijvoorbeeld het woord googelen.
In sommige kunsttalen zoals het Volapük zijn functiewoorden zoals voorzetsels en voegwoorden ook open woordklassen. Nieuwvormingen binnen deze categorieën worden gemaakt op basis van affixen die zijn afgeleid van de stam van zelfstandige naamwoorden of werkwoorden. 
Een open woordklasse is het tegenovergestelde van een gesloten woordklasse.